# Le Rozier
Le Rozier là một xã ở tỉnh Lozère trong vùng Occitanie, phía nam nước Pháp.
Sông Jonte chảy vào sông Tarn ở Le Rozier.